# Щадей Віктор Іванович
Віктор Іванович Щадей (нар. 30 жовтня 1981 р., с. Пилипець, Міжгірський район, Закарпатська область) — український журналіст, політик, депутат Ужгородської міської ради. В лютому-листопаді 2014 р. — в.о. міського голови Ужгорода.

## Життєпис
Освіта вища, 2004 р. закінчив факультет міжнародних відносин Закарпатського університету.
2004 — кореспондент Інституту масової інформації, представник проєкту «Сприяння організації виборів в Україні» (USAID) в Закарпатській області.
Під час Помаранчевої революції — регіональний координатор громадянської кампанії «Пора!» в Закарпатській області.
2005 — наймолодший депутат Закарпатської обласної ради (від мажоритарного округу № 4). Входив до комісії з питань екології.
2008—2010 — засновник і головний редактор газети «Місцевий час».
2010 — депутат Ужгородської міської ради у багатомандатному виборчому окрузі від партії «Батьківщина» ; став секретарем міської ради Ужгорода.
2012 — керівник штабу кандидата в депутати Павла Чучки. Після цього депутатська більшість від Партії Регіонів проголосувала за його відставку з посади секретаря міської ради.
Під час революції Гідності — координатор «Закарпатського намету» на Майдані, пізніше — комендант зайнятої ужгородцями Закарпатської ОДА.
24 лютого 2014 — після висловлення вотуму недовіри міському голові В. Погорелову, Щадей почав виконувати обов'язки міського голови.
4 березня 2014 р. на Щадея було вчинено замах — невідомий напав на нього з ножем, коли той повертався додому. Правоохоронні органи так і не розкрили злочин.
На парламентських виборах 2014 р. Щадей балотувався самовисуванцем від Ужгородського округу, програв на 4,6 % представнику БПП Роберту Горвату.
7 листопада 2014 р., через тиждень після закінчення парламентських виборів, голосами депутатів від Партії Регіонів та Єдиного Центру Щадей був знятий з посади в.о. міського голови. На посаду мера за рішенням суду зміг повернутись колишній мер Погорелов.
В 2015 - 2020 роках Щадей був депутатом Ужгородської міської ради(партія Батьківщина) від округу № 26.
Входив до комісії з питань бюджету. В міській раді займався питаннями ЖКГ, зокрема — розвитком ОСББ.
Засновник Закарпатського центру підтримки ОСББ. Голова ГО «Карпатський дім».
2020 — кандидат у мери Ужгороду від партії «Слуга народу». Вийшов у другий тур, де з результатом 48% голосів програв чинному міському голосів. 
24 лютого 2022 року мобілізувався до лав ЗСУ (стрілець 68 ОБТрО).